# Colton, Norfolk
Colton är en by i civil parish Marlingford and Colton, i distriktet South Norfolk, i grevskapet Norfolk i England. Byn är belägen 8 km från Wymondham. Colton var en civil parish fram till 1935 när blev den en del av Marlingford. Civil parish hade 175 invånare år 1931. Byn nämndes i Domedagsboken (Domesday Book) år 1086, och kallades då Coletuna.